# Mamori Anezaki
Mamori Anezaki è un personaggio del manga e anime Eyeshield 21 creato da Riichirō Inagaki e disegnato da Yūsuke Murata.

## Biografia del personaggio
Amica d'infanzia di Sena, molto materna. La madre di Mamori conobbe quella di Sena ad un corso di cucina e da allora i due sono grandi amici. Sua madre è per metà giapponese e per metà americana, il che rende la ragazza per il 75% giapponese e per il 25% americana. Ha protetto Sena fin dalle elementari, cosicché il ragazzo è cresciuto incapace di difendersi da solo. Ha deciso di iscriversi al club di football, come manager, solo per evitare che gli altri membri,in particolare Hiruma, menino il ragazzino. Tuttavia, alla fine, si è appassionata ed è divenuta un eccellente manager. Eccelle in ogni materia, tranne in arte, in cui è negata. È il secondo membro del “Deimon Smart Trio” (formato da Hiruma, lei e Yuki), nonché del comitato disciplinare della scuola. È famosa anche per fermare i proiettili di Hiruma (diretti soprattutto a Sena), conosciuto per il suo grilletto facile.
Mamori cerca di scoprire, sia nel manga che nell'anime, l'identità di Eyeshield 21. Nel primo, la scopre nei capitoli 154 e 155, quando Sena si toglie il casco davanti a lei, prima della partita con i Bando Spiders.
Il rapporto con Hiruma cambia radicalmente durante la serie. All'inizio lo considera solo uno stupido bullo che se la prende con i più deboli ma, con il passare del tempo, inizia a vederlo sotto una luce diversa, divenendo l'unica in grado di vedere il lato più morbido del quarterback. Nonostante il carattere del ragazzo, il suo essere materna la spinge a prendersi cura di lui e a preoccuparsi per i suoi infortuni. È in realtà la persona più vicina a lui, forse ancor di più di Kurita e Musashi. Infatti, quando il braccio di Hiruma è rotto, decide di rimanere in infermeria con lui e guardare la partita alla televisione. Una gag che percorre tutta la serie è che tutti i giornalisti, quando la intervistano, le chiedono se sia la ragazza di Hiruma e lei, regolarmente, risponde con un'espressione disgustata o furiosa, dicendo che fra loro c'è un rapporto strettamente professionale. Anche nel capitolo finale, quando tutti prendono strade diverse, Mamori decide di rimanere  all'università Saikyodai con Hiruma, determinato a sconfiggere Sena a football.